# LGV Mediterrani
La LGV Mediterrani (LGV Méditerranée en francés) forma part de la xarxa francesa de ferrocarrils de gran velocitat, TGV. Aproximàdament té una longitud de 250 km que entrà en servei al juny del 2001. Circula entre Saint-Marcel-lès-Valence i Marsella, i connecta les regions de Provence-Alpes-Côte d'Azur i Llenguadoc-Rosselló via la LGV Roine-Alps.